# لانتانا كوكبية
لانتانا كوكبية (الاسم العلمي: Lantana verticillata) هي نوع نباتي يتبع جنس اللانتانا من فصيلة اللويزية.